# Sapromyza dichromocera
Sapromyza dichromocera är en tvåvingeart som beskrevs av Leander Czerny 1933. Sapromyza dichromocera ingår i släktet Sapromyza och familjen lövflugor.
Artens utbredningsområde är Tyskland. Inga underarter finns listade i Catalogue of Life.